# Hydrodiscus
Hydrodiscus, monotipski biljni rod iz porodice Podostemaceae, dio reda malpigijolike. Jedina vrsta je endem iz sjevernog Laosa H. koyamae.